# Dressed to Kill Tour
A Dressed to Kill Tour é a oitava turnê da artista norte-americana Cher, para promover seu vigésimo sexto álbum de estúdio Closer to the Truth. A turnê está prevista para começar em Phoenix, Arizona em 22 de março de 2014, passando pela América do Norte por cinco meses, mas a turnê poderá continuar por outros continentes.

## Antecedentes e desenvolvimento
Em 23 de setembro de 2013, Cher participou do programa Today Show, que é exibido diariamente pela NBC, onde ela cantou "Woman's World", "I Hope You Find It" e "Believe".No programa, Cher anunciou que faria uma turnê para promover seu vigésimo sexto álbum de estúdio, Closer to the Truth. Ao falar sobre a turnê, Cher declarou:
| “ | Estar na estrada é horrível, mas fazer shows é ótimo. Eu posso entender porque as bandas acabam com os quartos de hotel, pode ser um lugar muito solitário, mas a única vez que você se diverte é nos shows. | ” |

Após a aparição, foi anunciado no site de Cher que através da American Express o público teria a primeira chance de comprar os ingressos durante a turnê de pré-venda a partir de 30 de setembro de 2013 - 3 de outubro de 2013.Os ingressos que são comprados online irão incluir uma cópia física de Closer to the Truth.

## Setlist
1. Woman’s World
2. Strong Enough
3. Dressed to Kill
4. The Beat Goes On
5. I Got You Babe
6. Gypsys, Tramps and Thieves
7. Dark Lady
8. Half Breed
9. Welcome to Burlesque
10. You Haven’t Seen the Last of Me
11. Take It Like a Man
12. Walking in Memphis
13. Just Like Jesse James
14. Heart of Stone

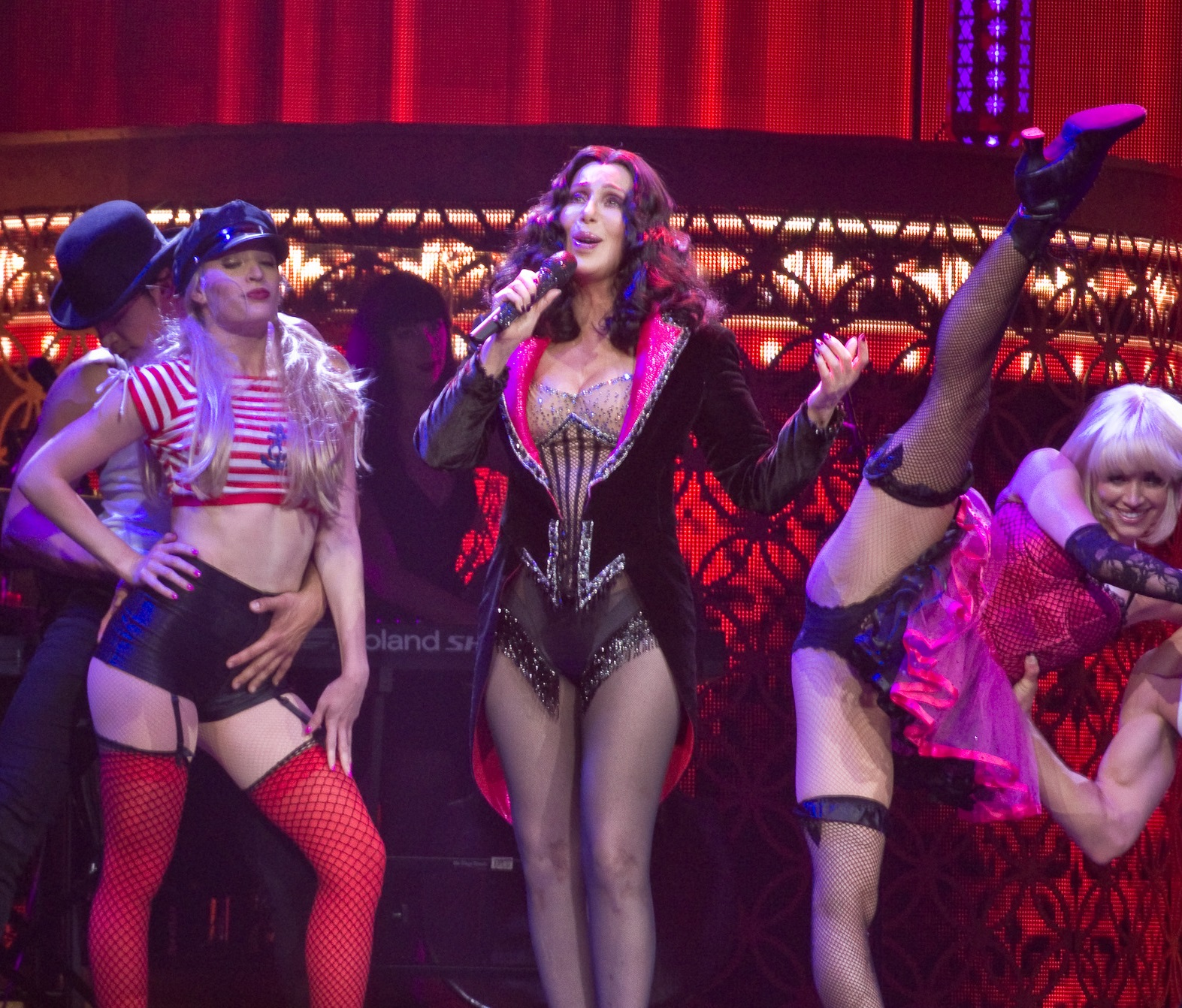
Cher performing in Ottawa on April 26, 2014.

15. The Shoop Shoop Song (It’s in His Kiss)
16. Bang-Bang
17. I Found Someone
18. If I Could Turn Back Time
19. Believe
20. I Hope You Find It

## Datas da turnê
| América do Norte    |                  |                |                              |
| 22 de março de 2014 | Phoenix          | Estados Unidos | US Airways Center            |
| 24 de março de 2014 | Houston          | Estados Unidos | Toyota Center                |
| 26 de março de 2014 | Dallas           | Estados Unidos | American Airlines Center     |
| 28 de março de 2014 | Little Rock      | Estados Unidos | Verizon Arena                |
| 29 de março de 2014 | Tulsa            | Estados Unidos | BOK Center                   |
| 31 de março de 2014 | Nashville        | Estados Unidos | Bridgestone Arena            |
| 2 de abril de 2014  | Pittsburgh       | Estados Unidos | Consol Energy Center         |
| 4 de abril de 2014  | Washington, D.C. | Estados Unidos | Verizon Center               |
| 5 de abril de 2014  | Uncasville       | Estados Unidos | Mohegan Sun Arena            |
| 7 de abril de 2014  | Toronto          | Canadá         | Air Canada Centre            |
| 9 de abril de 2014  | Boston           | Estados Unidos | TD Garden                    |
| 11 de abril de 2014 | Indianapolis     | Estados Unidos | Bankers Life Fieldhouse      |
| 12 de abril de 2014 | Detroit          | Estados Unidos | Joe Louis Arena              |
| 23 de abril de 2014 | Buffalo          | Estados Unidos | First Niagara Center         |
| 25 de abril de 2014 | Montreal         | Canadá         | Bell Centre                  |
| 26 de abril de 2014 | Ottawa           | Canadá         | Canadian Tire Centre         |
| 28 de abril de 2014 | Filadélfia       | Estados Unidos | Wells Fargo Center           |
| 30 de abril de 2014 | Columbus         | Estados Unidos | Nationwide Arena             |
| 2 de maio de 2014   | Cleveland        | Estados Unidos | Quicken Loans Arena          |
| 5 de maio de 2014   | Charlotte        | Estados Unidos | Time Warner Cable Arena      |
| 7 de maio de 2014   | Raleigh          | Estados Unidos | PNC Arena                    |
| 9 de maio de 2014   | Brooklyn         | Estados Unidos | Barclays Center              |
| 10 de maio de 2014  | East Rutherford  | Estados Unidos | Izod Center                  |
| 12 de maio de 2014  | Atlanta          | Estados Unidos | Philips Arena                |
| 14 de maio de 2014  | Jacksonville     | Estados Unidos | Veterans Memorial Arena      |
| 16 de maio de 2014  | Orlando          | Estados Unidos | Amway Center                 |
| 17 de maio de 2014  | Fort Lauderdale  | Estados Unidos | BB&T Center                  |
| 25 de maio de 2014  | Las Vegas        | Estados Unidos | MGM Grand Garden Arena       |
| 28 de maio de 2014  | Denver           | Estados Unidos | Pepsi Center                 |
| 30 de maio de 2014  | Lincoln          | Estados Unidos | Pinnacle Bank Arena          |
| 31 de maio de 2014  | Kansas City      | Estados Unidos | Sprint Center                |
| 2 de junho de 2014  | Louisville       | Estados Unidos | KFC Yum! Center              |
| 4 de junho de 2014  | St. Louis        | Estados Unidos | Scottrade Center             |
| 6 de junho de 2014  | Milwaukee        | Estados Unidos | BMO Harris Bradley Center    |
| 7 de junho de 2014  | Chicago          | Estados Unidos | Allstate Arena               |
| 9 de junho de 2014  | Des Moines       | Estados Unidos | Wells Fargo Arena            |
| 11 de junho de 2014 | Minneapolis      | Estados Unidos | Target Center                |
| 20 de junho de 2014 | Winnipeg         | Canadá         | MTS Centre                   |
| 21 de junho de 2014 | Saskatoon        | Canadá         | Credit Union Centre          |
| 23 de junho de 2014 | Edmonton         | Canadá         | Rexall Place                 |
| 25 de junho de 2014 | Calgary          | Canadá         | Scotiabank Saddledome        |
| 27 de junho de 2014 | Vancouver        | Canadá         | Rogers Arena                 |
| 28 de junho de 2014 | Seattle          | Estados Unidos | KeyArena                     |
| 30 de junho de 2014 | Portland         | Estados Unidos | Rose Garden Arena            |
| 2 de julho de 2014  | San Jose         | Estados Unidos | SAP Center                   |
| 5 de julho de 2014  | Ontario          | Estados Unidos | Citizens Business Bank Arena |
| 7 de julho de 2014  | Los Angeles      | Estados Unidos | Staples Center               |
| 9 de julho de 2014  | Anaheim          | Estados Unidos | Honda Center                 |
| 11 de julho de 2014 | San Diego        | Estados Unidos | Valley View Casino Center    |